# قائمة رؤساء وزراء شمال الراين-وستفاليا
رئيس وزراء شمال الراين-وستفاليا (بالألمانية: Ministerpräsident des Landes Nordrhein-Westfalen) هو رئيس حكومة ولاية شمال الراين-وستفاليا (NRW). يشغل المنصب حالياً أرمين لاشيت من الاتحاد الديمقراطي المسيحي (CDU).

## القائمة
الأحزاب السياسية:
  CDU
  SPD
| الصورة | الصورة              | الاسم (مواليد–وفاة)                 | في المنصب           | في المنصب               | في المنصب          | الحزب                      |
| الصورة | الصورة              | الاسم (مواليد–وفاة)                 | تولى المنصب         | غادر المنصب             | المدة              | الحزب                      |
| ------ | ------------------- | ----------------------------------- | ------------------- | ----------------------- | ------------------ | -------------------------- |
| 1      |                     | رودلوف أميلونكسين (1888–1969)       | 23 آب 1946          | 16 حزيران 1947          | 297 أيام           | مستقل (حتى 1947)           |
| 1      | حزب الوسط (من 1947) | رودلوف أميلونكسين (1888–1969)       | 23 آب 1946          | 16 حزيران 1947          | 297 أيام           |                            |
| 2      |                     | كارل أرنولد (1901–1958)             | 17 حزيران 1947      | 20 شباط 1956            | 8 سنوات و248 أيام  | الاتحاد الديمقراطي المسيحي |
| 3      |                     | فريتز شتاينهوف (1897–1969)          | 20 شباط 1956        | 21 تموز 1958            | 2 سنوات و151 أيام  | الحزب الديمقراطي الاجتماعي |
| 4      |                     | فرانتس مايرز (1908–2002)            | 21 تموز 1958        | 8 كانون الأول 1966      | 8 سنوات و140 أيام  | الاتحاد الديمقراطي المسيحي |
| 5      |                     | هاينتس كون (1912–1992)              | 8 كانون الأول 1966  | 20 أيلول 1978           | 11 سنوات و286 أيام | الحزب الديمقراطي الاجتماعي |
| 6      |                     | يوهانس راو (1931–2006)              | 20 أيلول 1978       | 27 أيار 1998            | 19 سنوات و249 أيام | الحزب الديمقراطي الاجتماعي |
| 7      |                     | فولفغانغ كليمنت (1940–2020)         | 27 أيار 1998        | 22 تشرين الأول 2002     | 4 سنوات و148 أيام  | الحزب الديمقراطي الاجتماعي |
| –      |                     | مايكل فيسبر (مواليد 1952)           | 21 أكتوبر 2002      | 5 نوفمبر 2002           | 15 أيام            | تحالف 90/الخضر             |
| 8      |                     | بيير شتاينبروك (مواليد 1947)        | 6 تشرين الثاني 2002 | 22 حزيران 2005          | 2 سنوات و228 أيام  | الحزب الديمقراطي الاجتماعي |
| 9      |                     | يورغن روتغرز (مواليد 1951)          | 22 حزيران 2005      | 14 تموز 2010            | 5 سنوات و22 أيام   | الاتحاد الديمقراطي المسيحي |
| 10     |                     | هانيلورة كرافت (مواليد 1961)        | 14 تموز 2010        | 27 حزيران 2017          | 6 سنوات و348 أيام  | الحزب الديمقراطي الاجتماعي |
| 11     |                     | أرمين لاشيت (مواليد 1961)           | 27 حزيران 2017      | 26 أكتوبر 2021 (استقال) | 4 سنوات و121 أيام  | الاتحاد الديمقراطي المسيحي |
| –      |                     | يواكيم ستامب (مواليد 1970) بالوكالة | 26 أكتوبر 2021      | 27 أكتوبر 2021          | 1 يوم              | الحزب الديمقراطي الحر      |
| 12     |                     | هندريك ووست (مواليد 1975)           | 27 أكتوبر 2021      | في المنصب               | 3 سنوات و134 أيام  | الاتحاد الديمقراطي المسيحي |

## روابط خارجية
- http://www.nrw.de/en/state-government/prime-minister/ باللغة الإنجليزية